# Бангладешско-фиджийские отношения
Бангладешско-фиджийские отношения — двусторонние дипломатические отношения между Бангладеш и Фиджи. Фиджи признал Бангладеш в качестве независимого государства 31 января 1972 года дипломатические отношения между двумя странами официально начались в 2003 году. Обе страны являются членами Содружества. В 2013 году министр иностранных дел Бангладеш призвал правительство Фиджи направить страну к демократии.

## Сотрудничечтво

### Сельское хозяйство
Бангладеш и Фиджи рассматривают вопрос о подписании Меморандума о взаимопонимании по вопросам сельскохозяйственного развития, в соответствии с которым Бангладеш предоставит Фиджи свои сельскохозяйственные технологии.

### Культура
В 2014 году Фиджи подписал Меморандум о взаимопонимании с Союзом регби Бангладеш, чтобы помочь развитию регби в Бангладеш. Оказание помощи начнется с Турнира Дружбы по регби, который состоится в феврале 2015 года.

### Экономика
Бангладеш и Фиджи проявляют глубокую заинтересованность в расширении двусторонней экономической деятельности между двумя странами. Благодаря эффективным процедурам регистрации предприятий на Фиджи бангладешские инвесторы проявили интерес к инвестициям в Фиджи. Текстильная промышленность была определена в качестве потенциального сектора для инвестиций бангладешских предпринимателей на Фиджи. к другим потенциальным секторам относятся медицинские, информационные и коммуникационные технологии.
В 2007 году Верховный комиссар Бангладеш на Фиджи встретился с министром здравоохранения Фиджи для обсуждения вопроса о массовом экспорте бангладешских фармацевтических препаратов